# Паломбао (Бари)
Паломбао (итал. Palombaio) је насеље у Италији у округу Бари, региону Апулија.
Према процени из 2011. у насељу је живело 2386 становника. Насеље се налази на надморској висини од 199 м.